# NGC 1030
NGC 1030 este o galaxie spirală situată în constelația Berbecul. A fost descoperită în 25 octombrie 1786 de către William Herschel. Se află la o distanță de 128,82 de megaparseci de Pământ.